# Serafín R. Cuevas
Serafín R. Cuevas (Bacoor, 25 giugno 1928 – Manila, 9 febbraio 2014) è stato un giudice della Corte Suprema delle Filippine, nominato dal Presidente Ferdinand Marcos nel 1991.
Avvocato di professione, tra il 1998 e il 2000 ricoprì anche la carica di Segretario della giustizia durante l'amministrazione di Joseph Estrada.

## Biografia
Nativo di Bacoor, comune della provincia di Cavite, si laureò in giurisprudenza presso l'Università delle Filippine nel 1952 e lo stesso anno superò l'esame di abilitazione alla professione.
Coniugò poi alla professione di avvocato quella di docente presso il Dipartimento di Giurisprudenza dell'Università delle Filippine e della Far Eastern University. Successivamente lavorò come assistente fiscale della Città di Manila, durante le giunte Lacson e Villegas, e quindi come giudice di tribunale.
Divenuto giudice associato della Corte d'appello intermedia durante la fine degli anni settanta, la sua reputazione gli valse la nomina di Giudice della Corte Suprema delle Filippine da parte del Presidente Marcos il 31 maggio 1984.
A seguito della caduta del governo Marcos e dell'ascesa dell'amministrazione Aquino, Cuevas fu rimosso dalla Corte Suprema nell'ambito del profondo rinnovamento politico voluto dal nuovo Capo di Stato. Tornato a esercitare la professione di avvocato, nel luglio 1998 fu nominato Segretario della giustizia dal neopresidente Estrada, carica che ricoprì sino al febbraio 2000.
Nel 2012 fu avvocato difensore del presidente della Corte suprema Corona nell'ambito dell'impeachment che lo vide coinvolto. Da tempo malato di un tumore del fegato, morì a Manila il 9 febbraio 2014, all'età di 85 anni.